# Ifríkíje

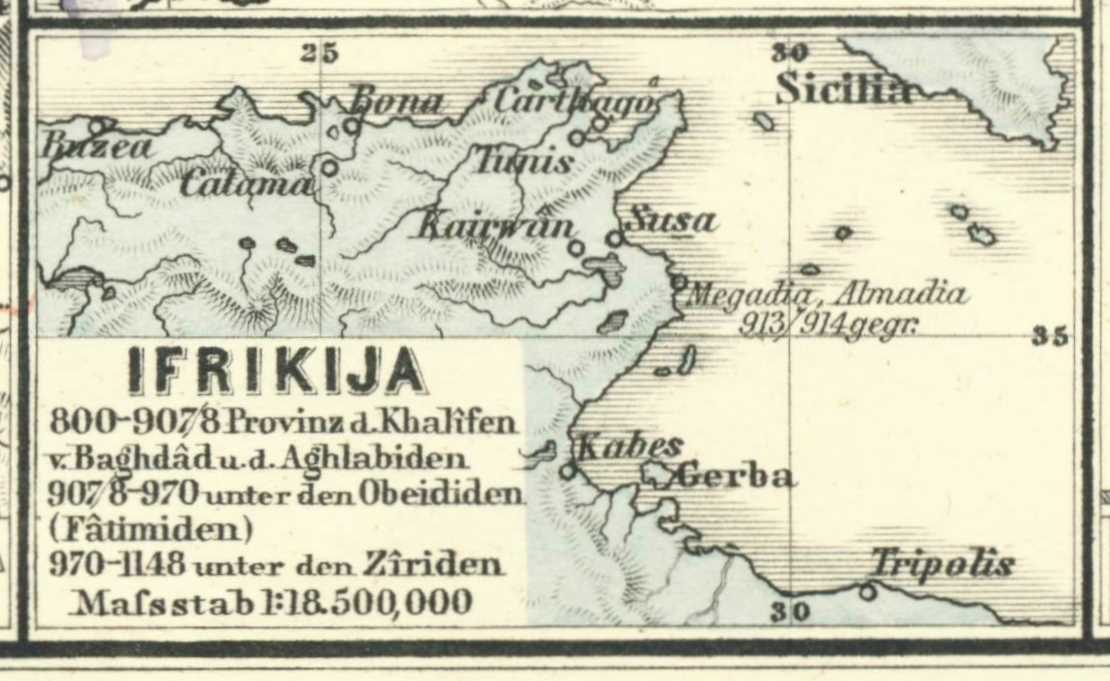
Ifríkíja na německé mapě

Ifríkíje je středověký historický region v severní Africe, který zahrnoval území dnešního Tuniska, severovýchodní části Alžírska a západní Libye (Tripolsko). Název je odvozen od latinského názvu provincie Africa, který Římané používali pro oblast zahrnující severní části moderního Tuniska.

## Historie
Ifríkíje byla založena jako provincie Umajjovského chalífátu v roce 670 po dobytí severní Afriky arabskými vojsky vedeným Okbou ibn Nafim. Hlavním městem se stal Kajruván.
Během období Abbasovského chalífátu byla Ifríkíje spravována místními guvernéry, kteří postupně získávali větší autonomii. V 9. století se Ifríkíje dostala pod kontrolu dynastie Aghlabovců, která zde vládla do roku 909, kdy byla svržena Fátimovci, následně zde vládli Zirídovci (973–1152), Almohadové (1152–1229) a Hafsidé (1229–1574). Po nich kontrolu nad Ifríkíjí získala Osmanská říše.